# René Bernards
René Bernards (Bussum, 4 januari 1953) is een Nederlands biomedisch geneticus, hoofd Moleculaire Carcinogenese bij het Nederlands Kanker Instituut en deeltijdhoogleraar aan de Universiteit Utrecht.

## Biografie
Bernards studeerde medische biologie aan de Universiteit van Amsterdam en promoveerde in 1984 cum laude aan de Universiteit Leiden. Vervolgens was hij zeven jaar lang werkzaam in de Verenigde Staten, als post-doc in het laboratorium van Robert Weinberg aan het Whitehead-instituut te Cambridge, bij het Massachusetts Institute of Technology (MIT) en als universitair docent (assistant professor) aan de Harvard-universiteit.
In 1992 ontving Bernards van de Nederlandse Organisatie voor Wetenschappelijk Onderzoek (NWO) een Pionier-subsidie en werd hij hoofd van de afdeling Moleculaire Carcinogenese van het Nederlands Kanker Instituurt/Antonie van Leeuwenhoekziekenhuis (NKI-AvL) te Amsterdam. Twee jaar later werd hij ook deeltijdhoogleraar aan het Universitair Medische Centrum (UMC) Utrecht.
Bij het NKI/AvL verricht hij belangrijk werk aan de ontwikkeling van nieuwe technologieën om genetische testen uit te voeren. Zijn doel is het vinden van nieuwe genen kankerrelevante signaleringsroutes. Samen met NKI-collega Laura van 't Veer richtte hij in 2003 Agendia op, een moleculair diagnostisch bedrijf dat genoom- en kankeronderzoek uitvoert en producent van MammaPrint, een borstkankertest die hij samen met Laura van 't Veer heeft ontwikkeld.
Voor zijn onderzoek naar kanker kreeg Bernards in 2004 de Josephine Nefkens Prijs van de Erasmus-universiteit Rotterdam. Het jaar erop was hij een van de drie winnaars van de prestigieuze Spinozapremie, inclusief het bijbehorende geldbedrag van anderhalf miljoen euro vrij te besteden aan wetenschappelijk onderzoek. In 2012 werd hij onderscheiden met de Koningin Wilhelmina Onderzoeksprijs (KWO-prijs) van de KWF Kankerbestrijding en in 2013 met de Prijs Akademiehoogleraren van de Koninklijke Nederlandse Akademie van Wetenschappen (KNAW).